# Румболовская гора
Ру́мболовская гора́ — мемориал в Ленинградской области. Располагается на территории города Всеволожска, в крайней южной точке Румболовского парка, у подножья Румболовской горы на 10-м километре исторической Дороги жизни у её перекрёстка с Колтушским шоссе. Охраняется государством в составе «Зелёного пояса Славы Ленинграда» как объект культурного наследия России федерального значения.

## Описание
Авторы памятника: архитекторы П. Ф. Козлов, В. Н. Полухин, инженер В. М. Фёдоров. Памятник установлен близ южного склона Румболовской горы, на участке Дороги жизни, который во время войны считался самым опасным, поскольку немецкая авиация имела возможность бить по проезжающим машинам прямой наводкой. Выполнен в виде огромных вертикально стоящих металлических листьев дуба и лавра, которые символизируют жизнь и славу; находящийся перед листьями металлический жёлудь символизирует новую жизнь.
Рядом с памятником находится гранитная стела с изображениями грузовых машин и текстом стихотворения:
Дорогой жизни шёл к нам хлеб,
дорогой дружбы многих к многим.
Ещё не знают на земле
страшней и радостней дорогиО. Ф. Берггольц

## История
Памятник зенитчикам защищавшим Дорогу жизни, вошедший в «Зелёный пояс Славы», получил название «Лавр» и был открыт осенью 1967 года. Памятник был сооружён силами трудящихся Фрунзенского района Ленинграда. 7 мая 1965 года во Всеволожске состоялся митинг в честь закладки первого камня мемориального ансамбля. В ходе митинга было посажено 20 берез, символизирующих 20-летие победы в войне. В строительстве памятника активно участвовали работники завода имени Второй пятилетки и завода «Монументскульптура», треста УКР № 2 Исполкома горсовета и треста «Севтепломонтаж», учащиеся железнодорожного техникума. Они срезали 1500 м² грунта, завезли и насыпали 1200 м³ песка, уложили 140 м² бетонных плит и 60 м² асфальта, а также обустроили газоны и посадили 100 деревьев, отработав на строительстве в общей сложности 23200 часов. Оформление мемориального ансамбля было завершено осенью 1967 года.
В течение 2014 года памятник реставрировался на средства нескольких крупных компаний Ленинградской области. В ходе реставрации была отремонтирована композиция из листьев дуба и лавра, очищена и отшлифована гранитная стела, отремонтированы лестницы, ведущие к памятнику, создана пешеходная дорожка, была посыпана гранитной крошкой площадка возле мемориала, приведены в порядок газоны и цветочные клумбы. Общая стоимость работ составила около 4,5 млн рублей. Отреставрированный памятник был торжественно открыт 30 апреля 2015 года. Современное название  «Дуб и Лавр».